# Elecciones a la Asamblea Regional de Cantabria de 1983
Las elecciones a la Asamblea Regional de Cantabria de 1983 se celebraron el 8 de mayo. En estos comicios la cámara estaba compuesta por 35 diputados, por lo que a partir de 18 escaños era mayoría absoluta. De esta manera, la Coalición Popular —formada por los partidos conservadores AP, PDP y UL— logró la mayoría absoluta en el Parlamento de Cantabria. José Antonio Rodríguez (independiente en las listas de CP) fue investido presidente de Cantabria. En febrero de 1984 dimitió de su cargo y fue reemplazado por Ángel Díaz de Entresotos (AP). Los otros partidos que obtuvieron representación parlamentaria fueron el PSC-PSOE y el PRC.

## Resultados
| Elecciones a la Asamblea Regional de Cantabria de 1983 → |                                                      |                                 |         |       |         |     |
| Presidente y gobierno | Partido                                              | Candidato                       | Votos   | %     | Escaños | +/- |
| - Presidente: José Antonio Rodríguez Martínez (1983-1984) Ángel Díaz de Entresotos y Mier (1984-1987) - Gobierno: AP-PDP-UL - Censo: 384.993 - Votantes: 283.197 (73,60%) - Abstención: 101.796 (26,40%) - Válidos: 279.009 - A candidatura: 277.440 | Coalición electoral AP-PDP-UL                        | José Antonio Rodríguez Martínez | 122.748 | 44,24 | 18      |     |
| - Presidente: José Antonio Rodríguez Martínez (1983-1984) Ángel Díaz de Entresotos y Mier (1984-1987) - Gobierno: AP-PDP-UL - Censo: 384.993 - Votantes: 283.197 (73,60%) - Abstención: 101.796 (26,40%) - Válidos: 279.009 - A candidatura: 277.440 | Partido Socialista Obrero Español (PSOE)             | Jaime Blanco                    | 107.168 | 38,63 | 15      |     |
| - Presidente: José Antonio Rodríguez Martínez (1983-1984) Ángel Díaz de Entresotos y Mier (1984-1987) - Gobierno: AP-PDP-UL - Censo: 384.993 - Votantes: 283.197 (73,60%) - Abstención: 101.796 (26,40%) - Válidos: 279.009 - A candidatura: 277.440 | Partido Regionalista de Cantabria (PRC)              | Miguel Ángel Revilla            | 18.767  | 6,76  | 2       |     |
| - Presidente: José Antonio Rodríguez Martínez (1983-1984) Ángel Díaz de Entresotos y Mier (1984-1987) - Gobierno: AP-PDP-UL - Censo: 384.993 - Votantes: 283.197 (73,60%) - Abstención: 101.796 (26,40%) - Válidos: 279.009 - A candidatura: 277.440 | Partido Comunista de España (PCE)                    |                                 | 11.052  | 3,98  | 0       |     |
| - Presidente: José Antonio Rodríguez Martínez (1983-1984) Ángel Díaz de Entresotos y Mier (1984-1987) - Gobierno: AP-PDP-UL - Censo: 384.993 - Votantes: 283.197 (73,60%) - Abstención: 101.796 (26,40%) - Válidos: 279.009 - A candidatura: 277.440 | Centro Democrático y Social (CDS)                    |                                 | 7.164   | 2,58  | 0       |     |
| - Presidente: José Antonio Rodríguez Martínez (1983-1984) Ángel Díaz de Entresotos y Mier (1984-1987) - Gobierno: AP-PDP-UL - Censo: 384.993 - Votantes: 283.197 (73,60%) - Abstención: 101.796 (26,40%) - Válidos: 279.009 - A candidatura: 277.440 | Partido Demócrata Liberal (PDL)                      |                                 | 4.474   | 1,61  | 0       |     |
| - Presidente: José Antonio Rodríguez Martínez (1983-1984) Ángel Díaz de Entresotos y Mier (1984-1987) - Gobierno: AP-PDP-UL - Censo: 384.993 - Votantes: 283.197 (73,60%) - Abstención: 101.796 (26,40%) - Válidos: 279.009 - A candidatura: 277.440 | Agrupación Electoral Izquierda Cántabra Unida (AICU) |                                 | 3.179   | 1,15  | 0       |     |
| - Presidente: José Antonio Rodríguez Martínez (1983-1984) Ángel Díaz de Entresotos y Mier (1984-1987) - Gobierno: AP-PDP-UL - Censo: 384.993 - Votantes: 283.197 (73,60%) - Abstención: 101.796 (26,40%) - Válidos: 279.009 - A candidatura: 277.440 | Agrupación Electoral Nacionalista de Cantabria (AEN) |                                 | 1.869   | 0,67  | 0       |     |
| - Presidente: José Antonio Rodríguez Martínez (1983-1984) Ángel Díaz de Entresotos y Mier (1984-1987) - Gobierno: AP-PDP-UL - Censo: 384.993 - Votantes: 283.197 (73,60%) - Abstención: 101.796 (26,40%) - Válidos: 279.009 - A candidatura: 277.440 | Movimiento Ecologista de España (MEE)                |                                 | 1.019   | 0,37  | 0       |     |
| - Presidente: José Antonio Rodríguez Martínez (1983-1984) Ángel Díaz de Entresotos y Mier (1984-1987) - Gobierno: AP-PDP-UL - Censo: 384.993 - Votantes: 283.197 (73,60%) - Abstención: 101.796 (26,40%) - Válidos: 279.009 - A candidatura: 277.440 | En blanco                                            | N/A                             | 1.569   | 0,6   | N/A     | N/A |
| - Presidente: José Antonio Rodríguez Martínez (1983-1984) Ángel Díaz de Entresotos y Mier (1984-1987) - Gobierno: AP-PDP-UL - Censo: 384.993 - Votantes: 283.197 (73,60%) - Abstención: 101.796 (26,40%) - Válidos: 279.009 - A candidatura: 277.440 | Nulos                                                | N/A                             |         |       | N/A     | N/A |

### Elección e investidura del Presidente
Las votaciones para la investidura del Presidente de Cantabria en el Parlamento tuvieron el siguiente resultado:
| Candidato                                   | Fecha                                                   | Voto       |    |    |   | Total |
| ------------------------------------------- | ------------------------------------------------------- | ---------- | -- | -- | - | ----- |
| José Antonio Rodríguez Martínez (AP-PDP-UL) | 20 de junio de 1983 Mayoría requerida: Absoluta (18/35) | Sí         | 18 |    |   | 18/35 |
| José Antonio Rodríguez Martínez (AP-PDP-UL) | 20 de junio de 1983 Mayoría requerida: Absoluta (18/35) | No         |    | 15 | 2 | 17/35 |
| José Antonio Rodríguez Martínez (AP-PDP-UL) | 20 de junio de 1983 Mayoría requerida: Absoluta (18/35) | Abstención |    |    |   | 0/35  |
| Ángel Díaz de Entresotos (AP-PDP-UL)        | 16 de marzo de 1984 Mayoría requerida: Absoluta (18/35) | Sí         | 17 |    |   | 17/35 |
| Ángel Díaz de Entresotos (AP-PDP-UL)        | 16 de marzo de 1984 Mayoría requerida: Absoluta (18/35) | No         |    | 14 | 2 | 16/35 |
| Ángel Díaz de Entresotos (AP-PDP-UL)        | 16 de marzo de 1984 Mayoría requerida: Absoluta (18/35) | Abstención | 1  | 1  |   | 2/35  |
| Ángel Díaz de Entresotos (AP-PDP-UL)        | 18 de marzo de 1984 Mayoría requerida: Simple           | Sí         | 17 |    |   | 17/35 |
| Ángel Díaz de Entresotos (AP-PDP-UL)        | 18 de marzo de 1984 Mayoría requerida: Simple           | No         |    | 14 | 2 | 16/35 |
| Ángel Díaz de Entresotos (AP-PDP-UL)        | 18 de marzo de 1984 Mayoría requerida: Simple           | Abstención | 1  | 1  |   | 2/35  |